# Gillian Coultard
Gillian Coultard, MBE (* 22. Juli 1963 in Thorne, South Yorkshire) ist eine ehemalige englische Fußballspielerin. Die Mittelfeldspielerin spielte hauptsächlich für den Doncaster Belles LFC. Von 1981 bis 2000 spielte sie für die A-Nationalmannschaft Englands. Sie gehörte dem Kader im Turnier der Weltmeisterschaft 1995 an und war mit 119 Länderspielen Rekordnationalspielerin Englands bis zum 19. September 2012. Gegen Ende ihrer Karriere spielte sie überwiegend als Sweeper.

## Spielerkarriere

### Vereine
Coultard begann im Alter von neun Jahren in einem Boys' Junior School-Team Fußball zu spielen, bis sie 13 Jahre alt war. Mit dem Verbot, gemeinsam mit Jungen am Schulfußball teilzunehmen, wechselte sie im Jahr 1976 in die Jugendabteilung der Doncaster Belles LFC und spielte in der Nottinghamshire League. In dieser Zeit, noch vor ihrem 14. Geburtstag in den englischen Nachwuchskader berufen, schloss sie sich dem Rowntree WFC in der Nähe von York an, für die Mannschaft sie bis 1984 aktiv war. Danach kehrte sie nach Doncaster zurück und gehörte ein zweites Mal dem Doncaster Belles LFC an, deren Spielführerin sie 1987 wurde und Spielerin bis 2001 blieb. Sie kombinierte ihre Freude am Fußball mit ihrem täglichen Job, tagsüber in einer lokalen Fabrik zu arbeiten. Ein Pokalfinalprogramm von 1994 listet ihre Hobbys als "Rugby League & Stricken" auf! Während ihrer Vereinszugehörigkeit erreichte sie mit ihrer Mannschaft 13 Mal das Finale um den FA Women’s Cup, den sie sechsmal gewann; wobei ihr im Finale 1990 das Siegtor zum 1:0 gegen die Friends of Fulham gelang. Zudem gewann sie zweimal die englische Meisterschaft mit den Belles, die in den 1980er und zu Beginn der 1990er Jahre den englischen Frauenfußball dominierten und zu deren herausragenden Spielerinnen die nur 152 cm große Coultard gehörte, die mehr als 300 Spiele für die Belles bestritt. Ihre Vereinskarriere beendete sie im Mai 2001, einer Saison, bei der sie mit den Belles noch einmal Vizemeister hinter dem neuen Serienmeister Arsenal wurde.
Gill, die während des gesamten Frauenfußballs hoch respektiert wurde, sagte zu ihrem Rücktritt: "Obwohl ich 1981 gegen die Republik Irland debütierte, war ich eigentlich erst 13, als ich 1976 zum ersten Mal in den englischen Kader berufen wurde! Ich erinnere mich sehr lebhaft an meine allererste Trainingseinheit vor all den Jahren, und ich denke, man kann sagen, dass ich von da an nie zurückgeschaut habe!"

### Nationalmannschaft
Laut einem Bericht der Tageszeitung The Independent zu ihrem 100. Länderspiel bestritt sie im Jahr 1981 beim 3:1-Sieg über die Nationalmannschaft Irlands ihr erstes Länderspiel.
Von der FIFA wird für das Jahr 1981 jedoch kein Spiel gegen Irland mit diesem Ergebnis gelistet. Im Jahr 1984 konnte sie sich mit ihrer Mannschaft für das erste Europameisterschaftsturnier qualifizieren und kam dabei auch in beiden – seinerzeit in Hin- und Rückspiel – ausgetragenen Halbfinalspielen gegen die Nationalmannschaft Dänemarks zum Einsatz. Die Finalspiele gegen die Nationalmannschaft Schwedens wurden von jeder Mannschaft auf heimischen Boden mit jeweils 1:0 gewonnen. Das zur Ermittlung eines Siegers anstehende Elfmeterschießen entschied die Schwedische Nationalmannschaft mit 4:3 für sich. Drei Jahre später verloren die Engländerinnen bereits im Halbfinale mit 2:3 nach Verlängerung gegen die Nationalmannschaft Schwedens und anschließend auch das Spiel um Platz 3 mit 1:2 gegen die Nationalmannschaft Italiens. In der bereits im selben Jahr beginnenden Qualifikation für die EM 1989 scheiterten die Engländerinnen dagegen. Zwei Jahre später scheiterte sie dann mit ihrer Mannschaft im Viertelfinale am Titelverteidiger aus Deutschland. In der Qualifikation für die EM 1993 ereilte sie das Aus im Viertelfinale, diesmal gegen die Nationalmannschaft Italiens mit 2:3 und 0:3 Zwei Jahre später wurde dann das Halbfinale erreicht, in dem die Begegnungen mit der Nationalmannschaft Deutschlands mit 1:4 und 1:2 verloren wurden. Die Engländerinnen hatten sich damit aber erstmals für die zweite WM der Frauen in Schweden qualifiziert. Coultard erzielte im ersten WM-Spiel der Engländerinnen gegen Kanada zwei Tore durch die sie England mit 3:0 in Führung brachte, die in den Schlussminuten aber fast verspielt wurde als den Kanadierinnen noch zwei Tore gelangen. Auch in den beiden folgenden Gruppenspielen gegen den späteren Weltmeister Norwegen (0:2) und Afrikameister Nigeria (3:2) gehörte sie in der Startformation an, sowie im Viertelfinale gegen Europameister Deutschland, das mit 0:3 verloren wurde. Mit dem Einzug ins Viertelfinale wäre England für das erste olympische Fußballturnier der Frauen bei den Olympischen Spielen 1996 in Atlanta qualifiziert gewesen, da England aber kein IOC-Mitglied ist und die britischen Verbände sich nicht auf eine gemeinsame Nationalmannschaft einigen konnten, ging der Startplatz an die Nationalmannschaft Brasiliens. Erst 2012 nahm eine britische Olympiamannschaft der Frauen am olympischen Fußballturnier in London teil, für die sie als Ausrichter automatisch qualifiziert war.
Die Qualifikation für die EM 1997 wurde dann in den Playoffs gegen die Nationalmannschaft Spaniens verspielt. Am 23. August 1997 bestritt sie beim 4:0-Sieg über die Nationalmannschaft Schottlands als erste britische Spielerin ihr 100. Länderspiel.
Für die WM 1999 konnte sich England dann nicht qualifizieren; in einer Qualifikationsgruppe mit Deutschland, Norwegen und den Niederlanden wurde nur der letzte Platz belegt. Die Qualifikation für die EM 2001 verlief dann wieder erfolgreich, Coultard jedoch beendete in der frühen Phase der Qualifikation ihre Spielerkarriere.
Bis zum Ende ihrer internationalen Karriere, die am 13. Mai 2000 mit einem 1:0-Sieg über die Schweizer Nationalmannschaft endete, hatte sie es auf 119 Länderspiele gebracht und wurde erst am 19. September 2012 von Rachel Yankey überboten, die ihr erstes Länderspiel bestritten hatte als Coultard ihr 100. Spiel bestritt. Mittlerweile haben drei weitere Spielerinnen mehr Länderspiele, darunter die derzeitige Rekordnationalspielerin Fara Williams, die 2014 betonte, dass sie diese höhere Anzahl von Länderspielen auch erreichte, weil nun mehr Länderspiele ausgetragen werden. Mit 30 Länderspieltoren liegt sie auf dem siebten Platz der Torschützinnenliste.
Im August 2015 war sie Teil eines Allstar-Teams bei einem Wohltätigkeitsspiel. Im November 2015 wurde sie vor dem EM-Qualifikationsspiel gegen die Nationalmannschaft von Bosnien und Herzegowina gemeinsam mit anderen englischen Spielerinnen, die mindestens 100 Länderspiele bestritten hatten von der UEFA ausgezeichnet.

## Trainerkarriere
Von 2008 bis 2009 trainierte sie die Frauenfußballabteilung von Hartlepool United. Ein Angebot des estnischen Fußballverbandes die Nationalmannschaft der Frauen zu trainieren, lehnte sie aus persönlichen Gründen ab.

## Erfolge
Nationalmannschaft
- Finalist Europameisterschaft 1984

Verein
- Englischer Meister 1992, 1994
- FA Women’s Cup-Sieger 1983, 1987, 1988, 1990, 1992, 1994

## Auszeichnungen
- Aufnahme in die English Football Hall of Fame 2006[17]
- Member of the British Empire (verliehen im Jahr 2021)

## Sonstiges
Im August 2005 wurde bekannt gegeben, dass sie an Brustkrebs erkrankt sei, der aber chirurgisch und durch Chemo- sowie Strahlentherapie erfolgreich behandelt wurde. Während ihrer aktiven Laufbahn verdiente sie ihren Lebensunterhalt in der Fließbandfertigung. Mittlerweile arbeitete sie in einem Warenlager des Pharmaunternehmens Teva in West Yorkshire.

## Anmerkung / Einzelnachweise
1. ↑  Doncaster Features: Famous Doncastrian: Gillian Coultard auf donny.co.uk
2. ↑  doncasterroversbelles.co: „Doncaster Rovers Belles Club History“
3. ↑  doncasterfreepress.co: „FEATURE - Belles hit their stride again at 40“ (Memento des Originals vom 13. April 2016 im Internet Archive)  Info: Der Archivlink wurde automatisch eingesetzt und noch nicht geprüft. Bitte prüfe Original- und Archivlink gemäß Anleitung und entferne dann diesen Hinweis.
4. ↑  Coulthard bows out as season ends auf bbc.co.uk
5. ↑  Die erste Begegnung beider Mannschaften fand am 7. November 1982! statt
6. 1 2  „Football: England excel as Coultard joins club“ auf independent.co
7. ↑  Danmark - England 0 - 1
8. ↑  England 1:4 (1:1) Deutschland
9. ↑  Deutschland 2:1 (1:1) England
10. ↑  England - Kanada 3-2 (Memento des Originals vom 13. April 2016 im Internet Archive)  Info: Der Archivlink wurde automatisch eingesetzt und noch nicht geprüft. Bitte prüfe Original- und Archivlink gemäß Anleitung und entferne dann diesen Hinweis.
11. ↑  FA hosts 15th annual Women's Awards auf thefa.com
12. ↑  Coultard cautious over England hopes auf bbc.co.uk
13. ↑  „Fara Williams pays tribute to former captain after cap 129“
14. ↑  „England Allstars reunite for charity match with Sheffield“
15. ↑  100 Club to be recognised at Euro qualifier at Bristol City auf thefa.com
16. ↑  totalfootballmag.com: „From Tooting to Tallinn - managing the Estonian women's team“
17. 1 2  Gillian Coultard, abgerufen am 18. September 2022
18. ↑  doncasterfreepress.co: „BELLES STAR'S CANCER FLIGHT“ (Memento des Originals vom 13. April 2016 im Internet Archive)  Info: Der Archivlink wurde automatisch eingesetzt und noch nicht geprüft. Bitte prüfe Original- und Archivlink gemäß Anleitung und entferne dann diesen Hinweis.
19. ↑  tevapharm.com: “The most important thing I’ve learned from football is how to work as part of a team” (10. Januar 2022), abgerufen am 18. September 2022

| Personendaten    | Personendaten              |
| ---------------- | -------------------------- |
| NAME             | Coultard, Gillian          |
| KURZBESCHREIBUNG | englische Fußballspielerin |
| GEBURTSDATUM     | 22. Juli 1963              |
| GEBURTSORT       | Thorne, England            |